# Pociąg sieciowy

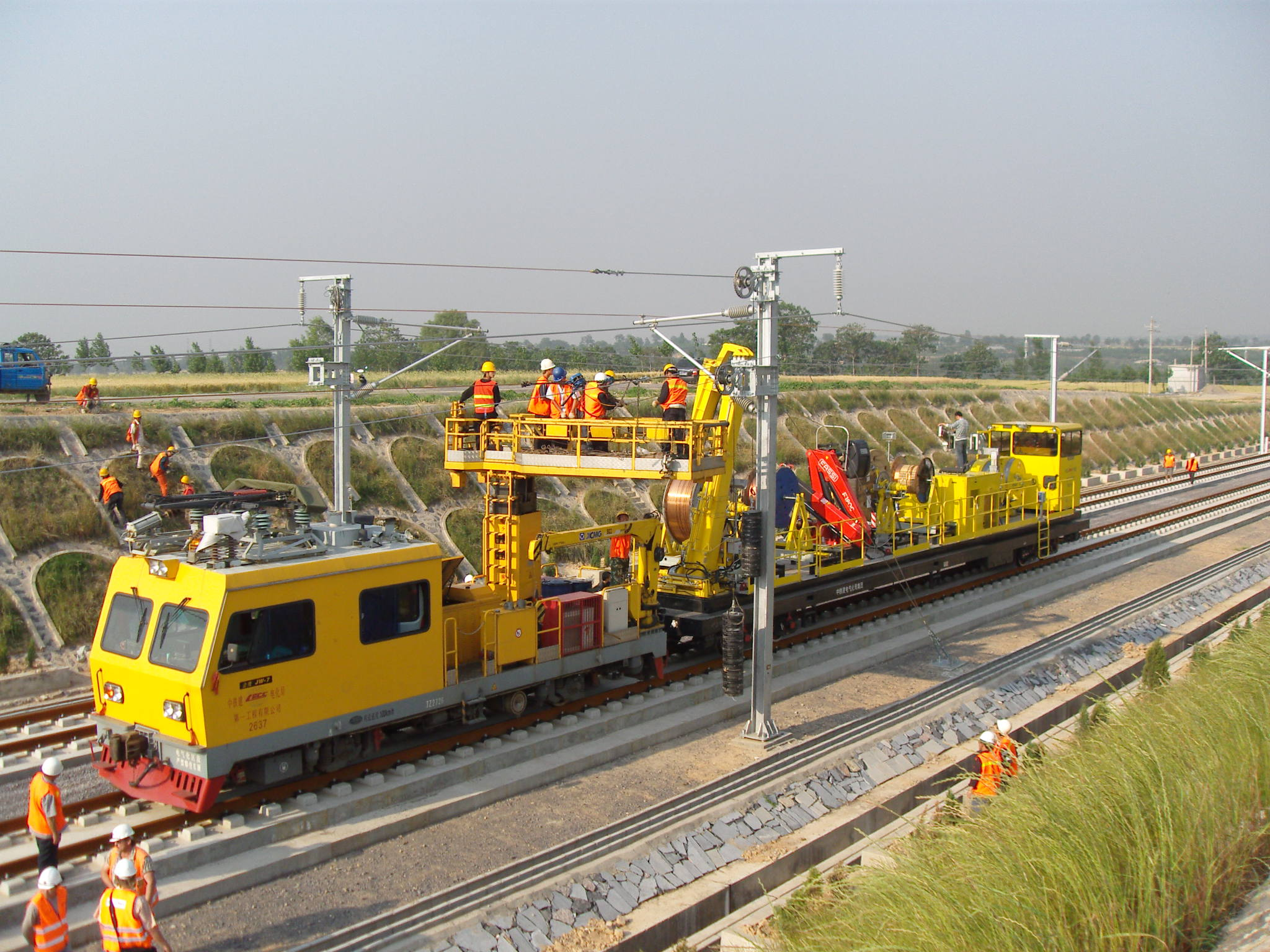
Pociąg sieciowy

Pociąg sieciowy – specjalistyczny pojazd szynowy przeznaczony do budowy, konserwacji i naprawy sieci trakcyjnej na zelektryfikowanych drogach kolejowych. Nie przewozi pasażerów ani towarów.

## Charakterystyka
Pociąg sieciowy jest maszyną niezbędną dla spółek kolejowych. Umożliwia efektywniejszą (szybszą i sprawniejszą) realizację inwestycji kolejowych oraz ułatwia dostęp do wysoko wieszanej sieci trakcyjnej. Samodzielnie dojeżdża do miejsca robót. Napędzany jest silnikiem spalinowym, niezależnie od sieci trakcyjnej. Najczęściej jest malowany na żółto.
Nowoczesne pociągi sieciowe są wyposażone m.in. w żuraw hydrauliczny, podesty stałe, podest ruchomy, wyciągarki hydrauliczne, pantograf kontrolno-pomiarowy, korektor położenia sieci, rolki wypierania sieci, lampy umożliwiające prowadzenie prac sieciowych w nocy (zasilane z agregatu prądotwórczego), pomieszczenie warsztatowe z narzędziami i pomieszczenie socjalne (z częścią kuchenną) dla pracowników.
W celu zapewnienia jak najmniejszego konfliktu z ruchem pociągów, pociągi sieciowe zazwyczaj pracują w nocy, gdy kursuje mniej pociągów. Pociągi sieciowe mogą również realizować prace na liniach nietrakcyjnych.